# مسبح في الحرملك
مسبح في الحرملك (بالفرنسية: Piscine dans un harem)‏ هي لوحة زيتية للرسام الفرنسي جان ليون جيروم رسمها في عام 1876، اللوحة حالياُ ضمن مقتنيات متحف هيرميتاج في سانت بطرسبرغ.